# 金苹果
《金苹果》，是2002年1月12日中国中央电视台第一个大型真人体验类栏目。主持人为谢娜、王焱。

## 特点
《金苹果》是原央视节目《龙行天下》基础上改良，以中国各地自然山水和人文景观为背景，通过对竞赛项目的精心设计让参赛选手进入真实情境展现自己的综合素质和能力。由于《金苹果》是中国中央电视台在此类真人秀节目内容的首次尝试，节目收视率一直保持上升趋势。2003年7月推出新版节目。